# 成尋阿闍梨母集
『成尋阿闍梨母集』（じょうじんあじゃりははのしゅう）は、平安時代後期の日記文学的家集である。

## 概要
仏道修行のために延久4（1072）年に渡宋した成尋阿闍梨（『参天台五台山記』の著者）に対する老母の思いを、歌日記風に書き綴った平安時代後期の自撰私家集であり、日記文学としても国文学史上にも注目されている。
ただし、佐佐木信綱が昭和初期の1930年に、本作品の存在を紹介したときは「成尋阿闍梨母日記」と呼称した。それは、和歌を2字下げで筆記する書写形態をとっていて、いわゆる家集の形態と異なっていることにもよるといわれる。

### 大阪青山学園本
兵庫県川西市の大阪青山歴史文学博物館が所有し、鎌倉時代前期の写本で、藤原定家の手沢本である。体裁は綴葉装で白地立菱つなぎ刷模様の斐紙を表紙とし、その中央には定家様にて「成尋阿闍梨母集」の外題墨書がある。本文の料紙は斐楮交漉紙で、一部に墨流紙を用いている。本文は半葉10～14行、歌は一首2行書で本文より1字下げに書かれ、所収歌数は175首である。文中にはまま訂正加筆があり、その一部および二箇所にある集付はその筆跡から藤原定家の筆と認められ、本帖が定家の所持本であったことを明らかにしている。
『成尋阿闍梨母集』の写本は、他には本帖を江戸時代前期に書写した一本が知られるのみで、本帖は古写唯一本であり、国文学研究上に貴重である。
1985年6月6日、国の重要文化財に指定された。
ただし講談社学術文庫版の解説によれば、藤原定家手沢の冷泉家蔵本と、その転写本とみられる宮内庁書陵部蔵本との二つが知られていると述べられ、この「大阪青山歴史文学博物館」の所蔵する本が、どういう経路で現在の所蔵に至ったかはっきりしない。

## 注解文献
- 『成尋阿闍梨母集 全訳注』宮崎荘平、講談社学術文庫、1979年
- 『校本 成尋阿闍梨母集』平林文雄編著、笠間書院、2015年。電子書籍で再刊

## 外国語訳
2023年11月、ペルー日系人協会出版基金より、Hiroko Izumi ShimonoとIvan Pinto Romanによる、日本の古典から直接スペイン語に翻訳した、El diario de poetico de la madre del Reverendo Jojin（成尋阿闍梨母集。ISBN:978-612-4397-20-2）が出版された。挿絵には、狩野元信画「二尊院縁起絵巻」京都二尊院蔵（京都国立博物館蔵）などが用いられ美しい本である。